# De winter van een clown
De winter van de clown is het negende stripalbum uit de stripreeks Jeremiah. Het album is geschreven en getekend door Hermann Huppen. Van dit album verschenen tot 2023 twee drukken, bij uitgeverij Novedi in 1983, en bij uitgeverij Dupuis in de collectie Spotlight, in 1993.

## Inhoud
Jeremia heeft Kurdy verlaten en reist samen met Lena door een winters landschap. Er heerst strenge vorst en ze zijn op zoek naar onderdak. Ze ontmoeten een man op de vlucht die voor hun ogen sterft. De volgende dag is het lijk verdwenen en ontdekken ze aan de kust een boot gevangen in het ijs. De boot wordt bewoond door een in bonte kleren uitgedost gezelschap, mensen die door de samenleving zijn afgewezen. Het ontvangst verloopt stroef, Jeremiah en Lena lijken niet welkom te worden geheten. 
Aan boord raakt Lena  bevriend met een kind die een foto heeft van een persoon die lijkt op de man kort daarvoor stierf. Als Jeremia even later de boot verlaat ontstaan er problemen.

## Achtergrond
In dit album krijgen Jeremiah en Lena een relatie. Het is ook het enige album uit de reeks waarin Kurdy geen rol speelt. 